# Mircea Soțchi-Voinicescu
Mircea Soțchi-Voinicescu (în rusă Мирча Николаевич Соцки-Войническу) (n. 10 februarie 1950, orașul Bălți – d. 30 decembrie 2008, Chișinău) a fost un actor de teatru și film din Republica Moldova, fratele actorului Victor Soțchi-Voinicescu.

## Biografie
Mircea Soțchi-Voinicescu s-a născut la data de 10 februarie 1950, în orașul Bălți. Și-a petrecut copilăria în orașul Bălți. A studiat la Școala teatrală "B.Sciukin" din Moscova (1967-1971).
După absolvirea Școlii de teatru de la Moscova, a fost angajat în anul 1971 ca actor la Teatrul "Luceafărul" din Chișinău. A renunțat ulterior la scenă în favoarea filmului.
În paralel cu activitatea teatrală, Mircea Soțchi-Voinicescu a debutat în anul 1968 ca actor de film la studioul cinematografic "Moldova-film" în filmul lui Emil Loteanu Această clipă, interpretând rolul Piciul.
Mircea Soțchi-Voinicescu s-a stins din viață la 30 decembrie 2008.

## Filmografie
- Această clipă (1968) - Piciul
- Singur în fața dragostei (1969) - Pavel
- Lăutarii (1971) - locotenentul Baturin
- Crestături spre amintire (1972) - caporalul Ionescu
- Dacă vrei să fii fericit ("Mosfilm", 1974) - aviatorul
- O întâmplare la festival (1976) - Pavel
- Cocostârcul (s/m, 1978) - Mircea
- Tăunul (studioul "A.Dobvenko" din Kiev, 1979) - Marconi
- Unde ești, iubire? (1980) - trompetistul
- Anna Pavlova (episod, "Mosfilm", 1982)
- Luceafărul (1986) .
- Acceleratul (1987)
- Dar pentru procuror (1989)
- Zbor până la lumină (1991)
- Lupii cenușii (1993)